# Dorieus van Sparta
Dorieus (Oudgrieks: Δωριεύς) was de op een na oudste zoon van de Spartaanse koning Anaxandridas II en de oudste zoon van zijn eerste vrouw. Zijn broers waren Leonidas I en Cleombrotus (regent van Sparta), zijn halfbroer was Cleomenes I. Zijn zoon heette Euryanax. Hij behoorde tot het huis van de Agiaden.

## Reis naar Libië
Toen Anaxandridas II stierf werd, ondanks Dorieus’ intelligentie, Cleomenes I, de oudste zoon van de koning, zijn opvolger. Dit tot grote onvrede van de Spartanen, die Cleomenes niet in staat achtten op de Spartaanse troon te zitten en die liever Dorieus als hun koning hadden gezien. Ook Dorieus zelf vond het onbegrijpelijk dat hij de troon moest laten aan zijn onbekwame halfbroer. Hij vertrok met enkele getrouwen uit Sparta. Op aanraden van het Orakel van Delphi probeerde hij eerst een kolonie te stichten in Noord-Afrika. Hij voer eerst naar Thera en vandaar naar Libië. Daar aangekomen stichtte hij een kolonie bij de rivier Kinyps. Korte tijd later echter werden hij en de andere kolonisten verdreven door onder andere de Carthagers. Hij keerde samen met zijn gevolg terug naar Sparta.

## Kolonisatie van Sicilië
Nu gaf Antichares van Eleon hem op basis van een profetie van Laios het advies om de berg van Eryx te koloniseren. Herakles was daar ooit geland en hij had de toenmalige heerser Eryx verslagen en gedood. De berg van Eryx was sindsdien dus Spartaans bezit. Toen ook het Orakel van Delphi hem zei om het land te veroveren, ging Dorieus op weg. Na zijn aankomst in Sicilië stichtte hij de stad Heraclea als eerbetoon aan Herakles. Juist op dat moment plande Telys van Sybaris een oorlog tegen een andere stad op Sicilië, Crotone. Dorieus hielp Crotone en samen slaagden ze erin om de aanval af te slaan en ook Sybaris te veroveren. Dorieus bouwde als dank een tempel voor Athena Krathia. Volgens Herodotos beweerden de Cretoners later dat Dorieus hen helemaal niet had bijgestaan. 
Heraclea bloeide na de overwinning als nooit tevoren. De Carthagers en de Segestaërs voelden zich bedreigd en organiseerden een veldtocht. Dorieus en een groot deel van zijn leger sneuvelden in de strijd. Heraclea werd met de grond gelijkgemaakt. Dat Dorieus het land, waar hij volgens het Orakel van Deplhi recht op had, niet kon behouden, werd in de Oudheid verklaard door het feit dat hij Sybaris hielp veroveren. Met die verovering respecteerde hij het Orakel niet en de ondergang van Heraclea was zijn straf.